# Риново (Мазовецьке воєводство)
Риново (пол. Rynowo) — село в Польщі, у гміні Любовідз Журомінського повіту Мазовецького воєводства.
Населення — 105 осіб (2011).
У 1975-1998 роках село належало до Цехановського воєводства.

## Демографія
Демографічна структура станом на 31 березня 2011 року:
|          | Загалом | Допрацездатний вік | Працездатний вік | Постпрацездатний вік |
| -------- | ------- | ------------------ | ---------------- | -------------------- |
| Чоловіки | 53      | 15                 | 30               | 8                    |
| Жінки    | 52      | 13                 | 24               | 15                   |
| Разом    | 105     | 28                 | 54               | 23                   |